# C/2009 S6 (SOHO)
C/2009 S6 (SOHO) – kometa jednopojawieniowa odkryta na zdjęciach SOHO przez Michała Kusiaka. Została odkryta 23 września 2009 roku. Należy do grupy komet Kreutza.